# U-359
U-359 — средняя немецкая подводная лодка типа VIIC времён Второй мировой войны.

## История
Заказ на постройку субмарины был отдан 6 августа 1940 года. Лодка была заложена 9 июня 1941 года на верфи «Фленсбургер Шиффсбау», Фленсбург, под строительным номером 478, спущена на воду 11 июня 1942 года. Лодка вошла в строй 5 октября 1942 года под командованием лейтенанта (впоследствии — обер-лейтенанта) Хайнца Фюрстера.

### Флотилии
- 5 октября 1942 года — 28 февраля 1943 года — 8-я флотилия (учебная)
- 1 марта 1943 года — 26 июля 1943 года — 7-я флотилия

### История службы
Лодка совершила 3 боевых похода, успехов не достигла. Потоплена 26 июля 1943 года в Карибском море к югу от Санто-Доминго, в районе с координатами 18°06′ с. ш. 75°00′ з. д. глубинными бомбами с американского самолёта типа PBM Mariner. 47 погибших (весь экипаж).
До декабря 1997 года историки считали, что лодка была потоплена 28 июля 1943 года самолётом типа PBM Mariner, однако тогда затонула U-159.

### Волчьи стаи
U-359 входила в состав следующих «волчьих стай»:
- Neptun 18 февраля — 3 марта 1943
- Westmark 6 марта — 11 марта 1943
- Rhein 8 — 11 мая 1943

### Атаки на лодку
- 3 июля 1943 года примерно в 18:15 U-359 и U-466 были атакованы британским «Либерейтором» к западу от Опорто, Португалия. Самолёт проштурмовал немцев пулемётным огнём и сбросил три бомбы, упавшие между лодками. Обе субмарины вели ответный огонь и в 18:26 экстренно погрузились, не получив повреждений. Подводники наблюдали попадания в самолёт, который упал в море вскоре после погружения лодок. Все 10 лётчиков погибли.